# 255-й отдельный Чечено-Ингушский кавалерийский полк
255-й отдельный Чечено-Ингушский кавалерийский полк — воинская часть РККА в годы Великой Отечественной войны (1942—1943 годы).

## Формирование

Командир 255-го полка Мавлид Висаитов

Согласно решению Государственного комитета обороны СССР № 894 от 13 ноября 1941 года, в Грозном началось формирование 114-й Чечено-Ингушской кавалерийской дивизии. Командиром дивизии был назначен полковник Хаджи-Умар Мамсуров, комиссаром — политрук Муслим Гайрбеков, начальником штаба — подполковник И. Х. Баев. В дивизию записалось на 614 человек больше добровольцев, чем полагалось по штату.
В дивизию входили 277-й, 296-й и 315-й кавалерийские полки, конно-артиллерийский дивизион и другие части. Вооружение в дивизию так и не поступило, в командном составе был некомплект, имело место дезертирство (почти 500 человек). Проведённая в начале марта 1942 года проверка комиссией генерал-инспектора кавалерии РККА показала небоеспособность дивизии.
Завершить формирование дивизии не удалось. В марте 1942 года по инициативе Лаврентия Берии был издан приказ, согласно которому призыв чеченцев и ингушей на воинскую службу был прекращён. Мамсуров был отправлен на фронт, где стал заместителем командира 7-го кавалерийского корпуса Брянского фронта. Гайрбеков был отозван на должность секретаря обкома по пропаганде и агитации.
С просьбой к правительству набрать из числа жителей Чечено-Ингушетии добровольцев обратилась группа чеченских и ингушских офицеров. На базе дивизии был сформирован 255-й отдельный Чечено-Ингушский кавалерийский полк. Командиром полка был назначен майор Японц Абадиев, начальником штаба — майор Мавлид Висаитов. Однако 13 мая 1942 года вместо Абадиева, получившего к тому времени новое назначение, командиром полка был назначен Мавлид Висаитов.
Историк Тимур Музаев обращает внимание на странности в формировании полка. После укомплектования штатов дивизии она не была зачислена на довольствие Наркомата обороны. За четыре месяца ни республиканские власти, ни руководство Северо-Кавказского военного округа не обеспечили новую дивизию лошадьми, жильём, питанием и фуражом. Казармы не охранялись, занятия с солдатами не проводились, командиры подразделений отсутствовали. Командиры дивизии не задерживались на этой должности более двух недель. Последним командиром стал начальник диверсионного управления Разведуправления Генерального штаба полковник Мамсуров. Высокопоставленный офицер такого ранга мог довести дивизию до такого состояния только при наличии приказа, запрещающего создание дивизии.
Другим примечательным моментом является то, что в документах о формировании национальных частей на Северном Кавказе вместо стандартных формулировок «приказ Ставки», «по решению ГКО» чаще употребляются слова «товарищ Сталин приказал», «товарищ Сталин разрешил». Это свидетельствует о личном внимании главы государства к созданию национальных дивизий.
Кроме того, в принятии решений по национальным частям прослеживается явный перевес политических мотивов над потребностями армии. Формирование национальных дивизий стало важным элементом национальной политики в регионе. Поскольку одним из направлений государственной политики была подготовка депортации чеченцев и ингушей, то решение о расформировании 114-й Чечено-Ингушской дивизии вытекает не из логики нужд обороны, а из логики подготовки депортации народов.
Эту версию подтверждает и тот факт, что заключение комиссии Северо-Кавказского военного округа под руководством полковника Волкова, на основе которого якобы было принято решение о расформировании дивизии, датировано 5 марта 1942 года, а сам приказ Ставки Верховного главнокомандования за № 0043 о расформировании дивизии подписали двумя днями ранее. Дивизию расформировали ещё до проверки — причём это решение было принято Ставкой, то есть высшим руководством страны.
Одновременно с этим, в том же марте 1942 года был издан секретный приказ начальника Главного управления формирования и укомплектования войск Наркомата обороны армейского комиссара 1 ранга Щаденко, предписывающий всех военнослужащих рядового и младшего комсостава, по национальности чеченцев и ингушей, уволить в запас и отправить по месту жительства с отметкой в военном билете «уволен в запас до особого распоряжения». Все эти факты позволяют утверждать, что к этому времени руководство страны приняло окончательное решение о депортации вайнахов.
Когда населению стало известно о расформировании дивизии, власть из-за многочисленных обращений добровольцев была вынуждена начать формирование 255-го полка и в марте 1942 года его штаты были укомплектованы на 105 %. Однако полк не смог вобрать в себя всех желающих, поэтому Военный Совет СКВО 26 марта 1942 года решил сформировать Отдельный запасной Чечено-Ингушский кавалерийский дивизион (позже — Отдельный Чечено-Ингушский кавалерийский дивизион 4-го Кубанского казачьего кавалерийского корпуса).
Тем не менее, этих формирований оказалось недостаточно. В докладе командования 114-й дивизии говорилось:
Многие из оставшихся после сформирования Отдельного кавполка и кавдивизиона бойцы, не желая оставаться в тылу, приходили к командованию и требовали включения их в список бойцов перечисленных выше национальных частей, что говорит о желании чеченцев и ингушей участвовать в Отечественной войне против немецко-фашистских захватчиков.
Поэтому многие чеченцы и ингуши были направлены в другие регулярные части Красной армии: 54-й, 57-й, 58-й, 60-й, 62-й кавалерийские полки, 146-й, 147-й и 148-й артиллерийско-миномётные полки, 81-й отдельный кавалерийский разведдивизион, 19-й отдельный дивизион ПВО и другие формирования. В составе этих частей вайнахи участвовали в Сталинградской, Курской и других битвах Великой Отечественной войны.

## Боевой путь
4 июня того же года полк был передан в распоряжение Особого кавалерийского корпуса генерал-майора Погребова. В состав Особого корпуса входили также 115-я Кабардино-Балкарская и 110-я Калмыцкая кавалерийская дивизии.
С самого начала Сталинградской битвы полк принимал в ней активное участие. Он был включён в оперативную группу генерала В. И. Чуйкова (в составе 64-й армии под командованием генерал-майора М. С. Шумилова), действовавшую на дальних подступах к Сталинграду. 3 августа 1942 года полк, прикрывавший отход советских войск, был атакован частями 78-го немецкого танкового корпуса 4-й танковой армии в районе станции Котельниково (Волгоградская область). В ходе боя были подбиты четыре танка и уничтожены десятки солдат противника. Полк понёс тяжёлые потери в личном составе, обозе и лошадях. Под напором превосходящих сил противника, поддерживаемого штурмовой авиацией, полк вынужден был отступить.

## Расформирование
В ходе дальнейших боёв под Сталинградом полк понёс большие потери. Поскольку противник продвинулся далеко вглубь Северного Кавказа, то возможности пополнить его из Чечено-Ингушетии не было. Поэтому командованием было принято решение из остатков полка создать два разведывательных кавалерийских дивизиона и влить их в 4-й кавалерийский корпус под командованием генерал-лейтенанта Т. Т. Шапкина.